# 我也難過的
〈我也難過的〉為吳林峰和謝芊彤合唱之歌曲，由吳林峰作曲、小克填詞，於2022年1月21日在各大電台派台。

## 歌曲背景
《我也難過的》是2022年由吳林峰和謝芊彤合唱的單曲。歌曲描述了一對伴侶結束關係後回顧往昔種種愛恨交雜的情感，在難過以後放下對方不再抱有遺憾。
歌曲MV中的主角由張紋嘉和林子傑演繹，現實中的兩人為真實的伴侶關係。
隨著得到2022年4月2日（第14週）903專業推介冠軍，此曲成為吳、謝兩人首支叱咤冠軍歌。其中謝芊彤自2010年5月22日在YouTube發表的第一首歌曲《3650個日子》計起，已經奮鬥了12年才成功。她的故事引證「成功不會驟然降，喝采聲不想白白承受」這個道理。

## 曲目版本
1. 我也難過的
作曲：吳林峰
作詞：小克
編曲：王雙駿
監製：王雙駿
演唱：吳林峰、謝芊彤
MV主角：林子傑、張紋嘉
2. 我也難過的（J1M3 Remix）
作曲：吳林峰
作詞：小克
編曲：J1M3
監製：J1M3、梁釗峰
演唱：梁釗峰、蘇麗珊

## 派台成績

### 叱咤903專業推介 走勢
合共上榜10周。
| 周次     | 第5周   | 第6週  | 第7週   | 第8週   | 第9週   | 第10週 | 第11週  | 第12週  | 第13週  | 第14週 |
| 放榜日期 | 1月28日 | 2月5日 | 2月12日 | 2月19日 | 2月26日 | 3月5日 | 3月12日 | 3月19日 | 3月26日 | 4月2日 |
| 榜上位置 | 15      | 11     | 5       | 4       | 18      | 20     | 3       | 9       | 6       | 1      |
| -------- | ------- | ------ | ------- | ------- | ------- | ------ | ------- | ------- | ------- | ------ |

### ViuTVChill Club 推介榜 走勢
合共上榜3周。
| 周次     | 第8周   | 第9周   | 第10周 |
| 放榜日期 | 2月20日 | 2月27日 | 3月6日 |
| 榜上位置 | 8       | 6       | 5      |
| -------- | ------- | ------- | ------ |

### 各大流行榜最高位置
| 樂壇流行榜        | 最高位置 |
| ----------------- | -------- |
| 903專業推介       | 1        |
| Chill Club 推介榜 | 5        |

## 獎項
- 2022年：Yahoo! 搜尋人氣大獎2022「合唱歌曲」
- 2022年：2022年度叱咤樂壇流行榜頒獎典禮「專業推介叱咤十大 第九位」